# Nebulasaurus taito
Nebulasaurus taito es la única especie conocida del género extinto Nebulasaurus de dinosaurio sauropodomorfo eusaurópodo basal que vivió a mediados del periodo Jurásico, hace aproximadamente 174 a 168 millones de años durante el Aaleniense al Bajociense, en lo que es hoy Asia. 

## Descripción

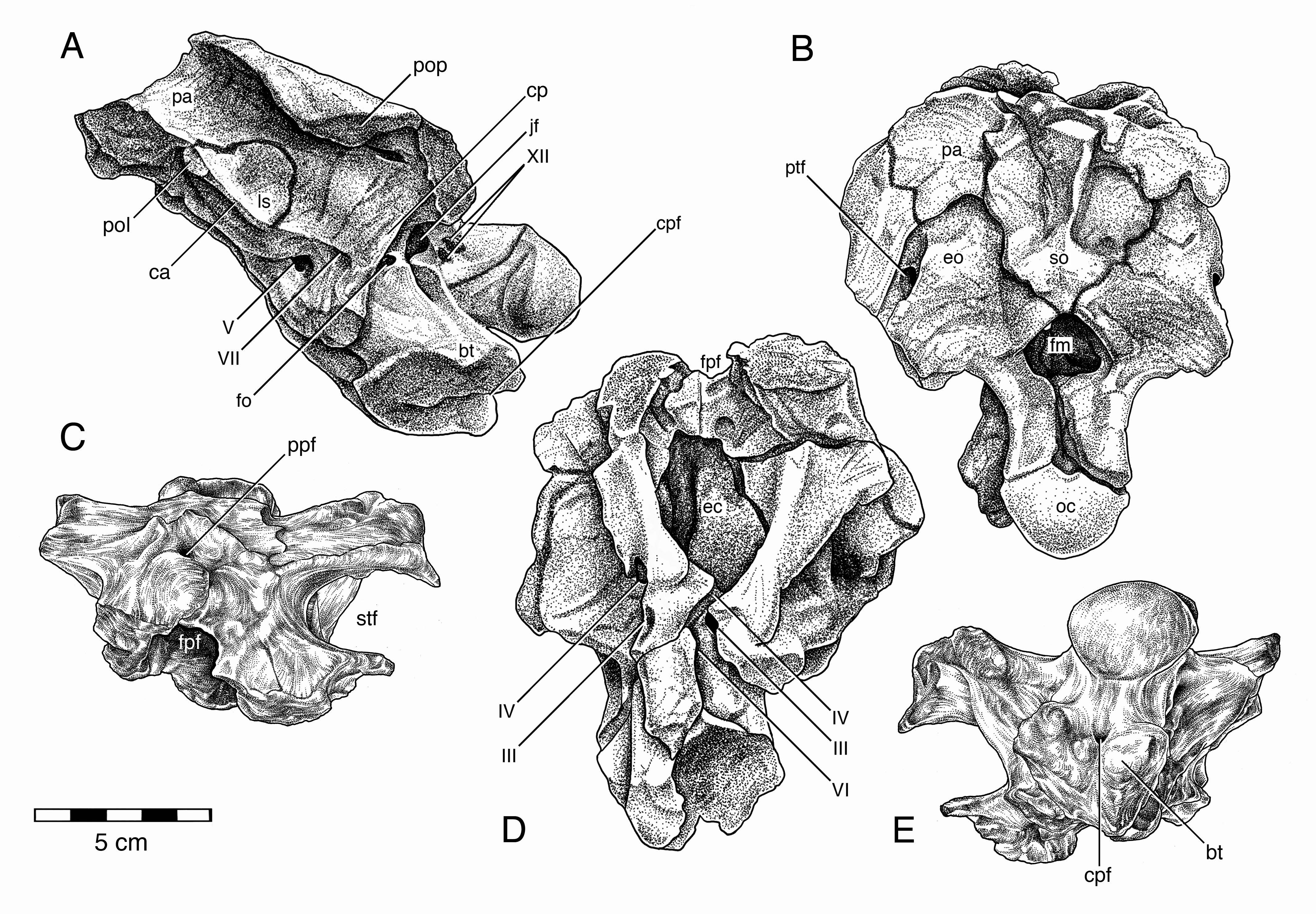
Ilustraciones interpretivas del holotipo.

De acuerdo con Xing et al. en 2013, Nebulasaurus puede ser distinguido basándose en las siguientes características. Los huesos exoccipitales casi excluyen al supraoccipital del foramen magnum, el supraoccipital forma menos de una décima parte del borde del foramen magnum. El supraoccipital no se expande lateralmente entre el parietal y el exoccipital. La crista interfenestralis divide de forma incompleta a la fenestra ovalis y al foramen yugular. Esta condición también se presenta en algunos neosaurópodos, pero no está presente en Mamenchisaurus, Omeisaurus, Shunosaurus y Spinophorosaurus, todos los cuales poseen una crista interfenestralis totalmente desarrollada. La fenestra frontoparietal se localiza en la sutura frontal-parietal y es mayor que el foramen postparietal. Esta condición no se encuentra en los mamenchisáuridos, en los cuales se observa que carecen por completo de ambas fenestras. Y por último el foramen craneofaringeal es posterior a las tuberosidades basales.Este rasgo lo distingue de Spinophorosaurus, en el cual el foramen es anterior a la tuberosidad basal.

## Descubrimiento e investigación
Es conocido únicamente por el espécimen holotipo, el neurocráneo designado como LDRC-v.d.1, encontrado en la Formación Zhanghe cerca de Xiabanjing, en el condado de Yuanmou de la provincia de Yunnan, en China. El espécimen fue recolectado de sedimentos terrestres depositados entre el Aleniano al Bajociano, hace aproximadamente entre 174 a 168 millones de años. Este fósil se encuentra alojado en el Centro de Investigación de Dinosaurios de Lufeng en Yunnan. Su descubrimiento es significativo paleontológicamente debido a que representa un clado de eusaurópodos basales anteriormente desconocido en Asia. El nombre del género Nebulasaurus significa "lagarto nubloso", y se deriva de la palabra latina nebulae  que significa "nubloso" o "brumoso", en referencia a “Yunnan” que significa “provincia brumosa del sur” y la palabra griego "sauros" (σαυρος) que significa "lagarto" El nombre de la especie "taito", le fue dado en honor de la Corporación Taito de Japón, la cual financió el trabajo de campo y está geográficamente cercana al sitio del descubrimiento. Nebulasaurus fue descrito y nombrado por Lida Xing, Tetsuto Miyashita, Philip J. Currie, Hailu You y Zhiming Dong en 2013 y la especie tipo es Nebulasaurus taito.

## Clasificación

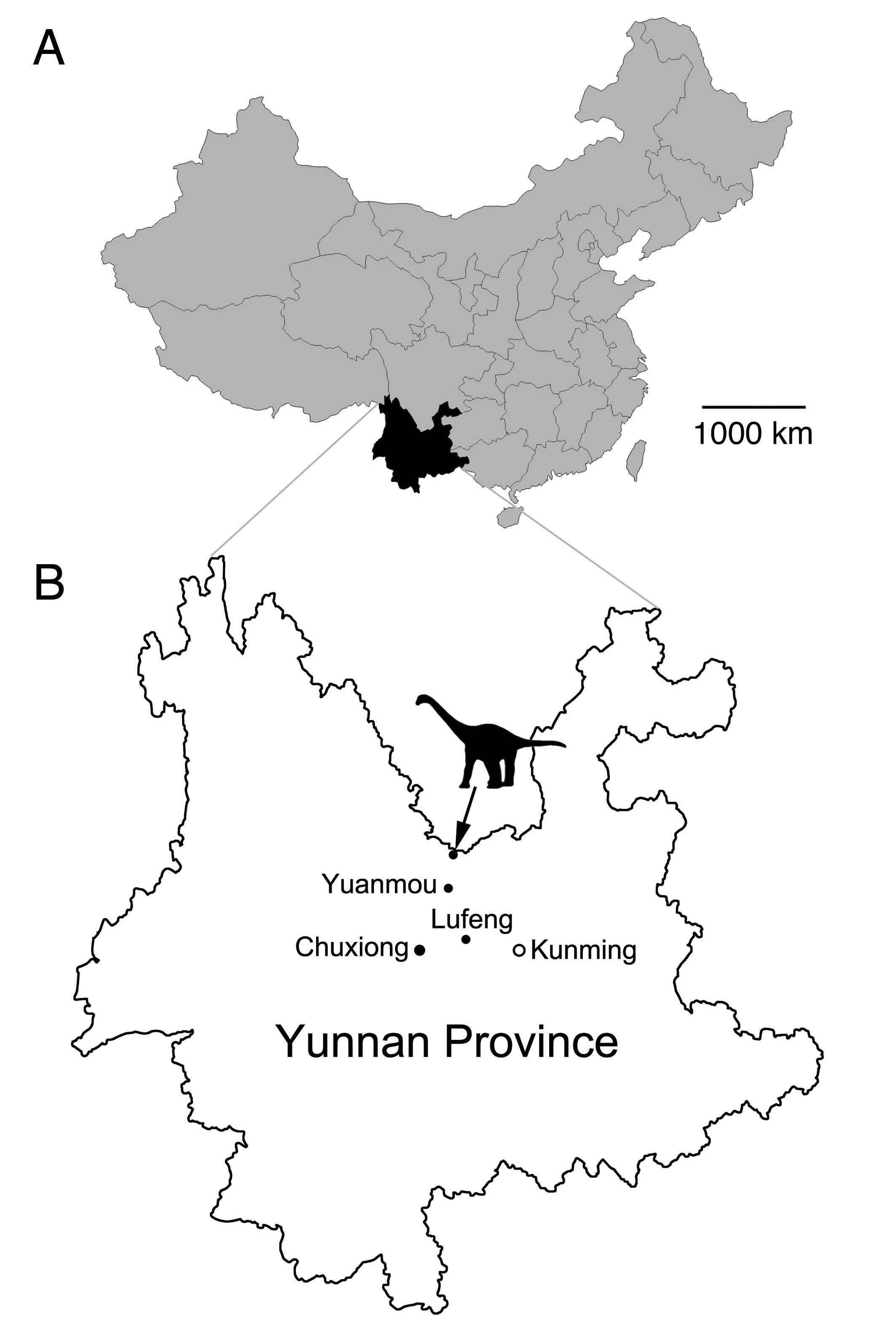
Mapa mostrando el lugar de hallazgo del fósil.

Nebulasaurus fue clasificado como un eusaurópodo basal, sin embargo su neurocráneo tiene parecido al de los neosaurópodos más derivados. El análisis filogenético mostró que Nebulasaurus era un pariente cercano de Spinophorosaurus del Jurásico Medio de África. Al compararlo con los saurópodos contemporáneos, el descubrimiento de Nebulasaurus demuestra la diversidad de fauna de sauropodomorfos en China durante el período Jurásico.

## Paleoecología
En la Formación de Zhanghe se han encontrado los restos del sauropodomorfo basal Yunnanosaurus youngi, y los dos eusaurópodos basales Eomamenchisaurus yuanmouensis y Yuanmousaurus jiangyiensis. Este conjunto diverso de sauropodomorfos en el Jurásico Medio de Asia precedió a la predominancia de los mamenchisáuridos que se observa en el Asia Oriental durante el Jurásico Superior.